# فیلیپه باستوس

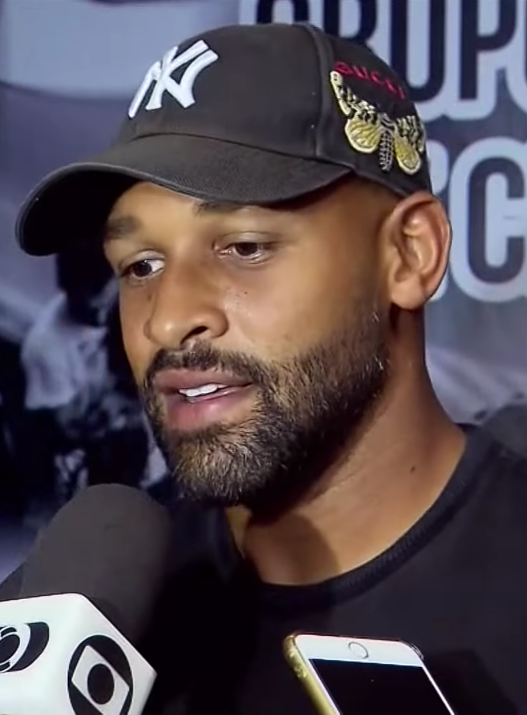
فیلیپه باستوس - ۲۰۲۲

فیلیپه باستوس (به پرتغالی: Fellipe Ramos Ignez Bastos) هافبک اهل برزیل است که در شهر ریودو ژانیرو و در تاریخ ۱ فوریهٔ ۱۹۹۰ به دنیا آمده‌است.
فیلیپه باستوس در تیم‌های فوتبال پی‌اس‌وی آیندهوون سابقهٔ حضور دارد.